# Марина Порто (Лече)
Марина Порто (итал. Marina Porto) је насеље у Италији у округу Лече, региону Апулија.
Према процени из 2011. у насељу је живело 279 становника. Насеље се налази на надморској висини од 12 м.